# Kermadeceilanden
De Kermadeceilanden (Engels: Kermadec Islands) zijn een onbewoonde vulkanische eilandengroep in de Grote Oceaan, in Polynesië, sinds 1887 behorend tot Nieuw-Zeeland. De Kermadeceilanden liggen op zo'n 900 km ten noordoosten van Nieuw-Zeeland en op een vergelijkbare afstand ten zuidwesten van Tonga. 

## Geografie
De belangrijkste eilanden van de Kermadeceilanden zijn:
- Raouleiland, het noordelijkst gelegen en grootste eiland, met een oppervlakte van zo'n 29 km² en als hoogste punt de Moumoukaipunt, van 516 meter hoog. Raouleiland ligt zo'n 1100 km ten noordoosten van Nieuw-Zeeland.
- Macauleyeiland, het op een na grootste eiland, dat samen met buureiland Haszardeiland een oppervlakte van 3,06 km² heeft. Het hoogste punt van Macauleyeiland is 238 meter.
- De MacDonaldrots, een rots die zo'n 4 km ten noorden van Macauleyeiland ligt.
- Curtiseiland, het op twee na grootste eiland, dat een oppervlakte heeft van 0,59 km² samen met buureiland Cheesemaneiland en tot 137 m hoog is.
- L'Esperancerots (officieel: French rock), met een oppervlakte van 5 ha en 70 m hoog.
- L'Havrerots, een rotspunt die meestentijds onder water verborgen is.

De totale oppervlakte van de Kermadeceilanden is 33 km²; ze zijn onbewoond. Alleen op Raouleiland staat het noordelijkst gelegen meteorologisch station van Nieuw-Zeeland, bijbehorende radiozenders en een onderkomen van het Department of Conservation dat min of meer permanent door personeel en vrijwilligers bewoond is.
De Kermadeceilanden hebben een subtropisch klimaat: de neerslag is ongeveer 1500 mm per jaar en de gemiddelde maandtemperatuur van februari is 22,4°C en in augustus 16,0°C.

## Geologie
De Kermadeceilanden zijn vulkanische eilanden, die liggen op de Kermadecrug. Deze ontstond, samen met de Kermadectrog, die een diepte bereikt van ruim 10 km, door de subductie van de Pacifische plaat onder de Indisch-Australische plaat. De subductie strekt zich uit van Tonga tot Nieuw-Zeeland.
Op Raouleiland en Curtiseiland staan actieve vulkanen; op de andere eilanden bevinden zich slechts inactieve geërodeerde resten van vulkanen.

## Geschiedenis
De Kermadeceilanden werden waarschijnlijk voor het eerst gekoloniseerd rond 750 n. Chr., door de Austronesische volkeren van de Lapitacultuur, die vanuit Zuidoost-Azië via Nieuw-Guinea en Melanesië naar Polynesië waren gekomen. Inwoners van deze eilanden zouden later doorgetrokken zijn westwaarts naar Norfolk en zuidwaarts naar Nieuw-Zeeland om er de Maori te vormen. Toen de Europeanen onder leiding van Jean-Michel Huon de Kermadec (naar wie de eilanden genoemd zijn) er rond 1790 aankwamen, waren er geen inwoners meer. Europeanen bewoonden de Kermadeceilanden tot 1937; daarna stond er alleen nog maar het weerstation en kleine nederzetting op het grootste eiland, Raouleiland.
Op 17 maart 2006 vond op Raouleiland een vulkaanuitbarsting plaats en op 16 mei 2006 werden de Kermadeceilanden getroffen door een aardbeving met een kracht van 7,6 op de schaal van Richter, terwijl op 7 juli 2011 een beving van 7,8 op de schaal van Richter plaatsvond.

## Flora
Op de Kermadeceilanden zijn vele soorten planten te vinden, waaronder 113 inheemse vaatplantsoorten, zo'n 52 mossensoorten en vele soorten schimmels en paddenstoelen.
Raouleiland en Macauleyeiland worden voornamelijk bedekt door subtropische bossen, die tevens een ecoregio vormen. 